# Landsverk L-120
Landsverk L-120 var en lätt stridsvagn designad i Sverige. En stridsvagn och ett chassi beställdes för prov av den svenska armén 1936 och ett chassi beställdes av den norska armén samma år. Chassiet som såldes till Norge blev Norges första stridsvagn någonsin, efter att ett improviserat torn och en provisorisk rustning hade lagts till.

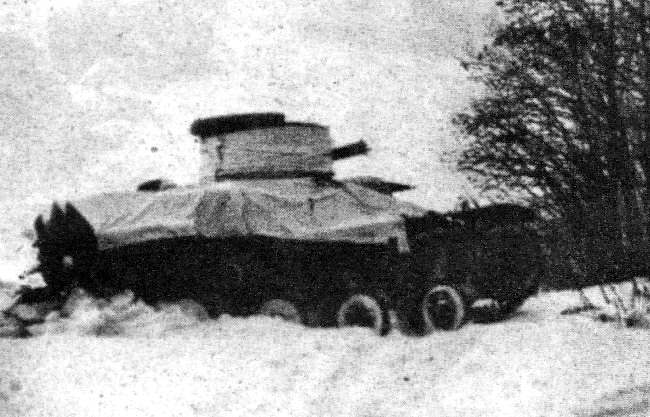
"Rikstanken" deltar i militära vinterövningar i Norge

I oktober 1936 lade svenska armén en order hos pansarstridsfordonstillverkaren Landsverk i Landskrona på en L-120 stridsvagn och ett L-120 chassi för teständamål. I april året därpå följde en beställning på ett stridsvagnstorn. Chassit levererades till svenska armén i maj 1937 och stridsvagnen i juli–augusti samma år. I juli 1937, bara cirka två månader efter att chassit levererats, köptes det tillbaka av Landsverk i samband med att svenska staten lade en stororder på Landsverk L-60. Det återköpta chassit användes då troligen för att fullfölja en order från Norge.
Samtidigt med den svenska beställningen fick Landsverk även en beställning från Norge på ett chassi, leverans sattes till mars 1937. Kostnaden för köpet var 30 000 SEK. Efter leveransförseningar överlämnades chassit till Norge. Chassit var efter ankomsten utrustat med ett improviserat torn och vanliga järnplåtar för pansar och var beväpnat med en Colt M/29 tung maskingevär, vilket gjorde det till Norges första stridsvagn någonsin. Stridsvagnen döptes snabbt till "Rikstanken" av norrmännen. Andra smeknamn var "Kongstanken" och "Norgestanken". Namnet "Norgestanken" var ett humoristiskt påhitt som spelade på det faktum att ordet tanken har två betydelser, vilket gör det till en ordlek. Substantivet "Norgestanken" var en gammal nationalistisk term för idén om ett självständigt Norge. Kongstanken, som i "kungstanken", betecknar en storslagen och djärv tanke eller en idealistisk idé.
Den norska regeringens köp av stridsvagnen skedde mot bakgrund av den ökade spänningen i Europa före andra världskriget. Den hotande situationen övertygade den norska regeringen att budgetera 20,000 kr för köp av en stridsvagn till den norska armén. Eftersom fraktkostnaderna för en komplett stridsvagn skulle bli för dyra importerades bara chassit. Eftersom det skulle kosta ytterligare 50 000 NOK att lägga till den ursprungliga stålpansaret, användes järnplåtar istället. Dessutom ersattes styrspakarna med en ratt. Vagnens motor visade sig opålitlig och gav i bästa fall en toppfart på 25km/h. Bromsarna visade sig också vara för svaga, då tanken en gång kraschade rakt emot ett träd under en fältövning i Trøndelag.
Tillsammans med en experimentpluton av lokalt tillverkade Pansarbilar utgjorde Rikstanken det norska kavalleriets pansarstyrka. Rikstanken och de tre pansarbilarna deltog i norska arméns alla övningar 1938 och 1939. Pansarfordonen flyttades runt till den norska arméns olika dragonregementen.
I januari 1938 vid föreläsningen "Panservogner for opklaring og marsjsikring i Norge" (Pansarfordon för spaning och skydd under marsch i Norge) hos officerssällskapet Oslo Militære Samfund, påpekade överste Christopher Fougner att den enda stridsvagnen i det norska vapenförrådet var helt otillräcklig för att utbilda landets soldater i pansarkrigföring. Överste Fougner varnade att om fler stridsvagnar och andra pansarfordon inte uttryckligen införskaffades, skulle den första stridsvagnen de flesta norska soldater fick se tillhöra en attackerande fiendearmé.
Den 9 april 1940, när tyskarna invaderade Norge, förvarades stridsvagnen och de tre pansarbilarna i Akershus Dragonregiment nr. 1:s depå på Gardermoen. När dragonregementet avslutade sin mobilisering klockan 03:00 den 10 april och ryckte ut för att motsätta sig de invaderande tyska styrkorna lämnade de kvar både stridsvagnen och pansarbilarna. Stridsvagnen och pansarbilarna erövrades av de framryckande tyskarna och försvann från register, efter att ha varit ett populärt föremål för souvenirbilder för tyska trupper på Gardermoen i maj 1940.